# 克里斯塔爾灣
66°23′S 66°30′W / 66.383°S 66.500°W
克里斯塔爾灣是南極洲的海灣，位於比斯科群島南部和葛拉漢地沿岸之間，北面以埃文森角和勒布隆角為界，南面是霍爾德法斯特角、魯島、利亞德島和錫拉德群島。